# Castell de Santa Coloma de Queralt
El castell de Santa Coloma és un edifici de Santa Coloma de Queralt (Conca de Barberà), declarat bé cultural d'interès nacional. Està situat a l'extrem septentrional de la població, al costat de la muralla i prop del riu Gaià.

## Història
Sembla que el sector extrem del comtat i bisbat d'Osona ja fou ocupat pel comte Guifré el Pilós al final del segle ix però fou organitzat una generació més tard. La primera família senyora del lloc és la família Gurb-Cervelló i el castell es documenta l'any 1018 en que Hug de Cervelló, fill d'Ansulf de Gurb en cedí la meitat al seu fill Alemany. Referències posteriors, però, vinculen el castell a la línia principal del la família Gurb, senyors del castell de Queralt. El 1033, Bernat Senfred de Gurb s'intitulava senyor dels castells de Santa Coloma i de Queralt. A la mort de Guillem Bernat de Queralt, fill de Bernat Senfred (1083-1084?), el domini eminent (el dret de propietat superior al domini útil dels senyors) dels castells de Queralt i de Gurb restà a mans del primogènit, Bernat de Queralt. El castell de Santa Coloma passà a un dels fills cabalers, Berenguer, que el posseí en franc alou. En aquest moment, doncs, aparegueren dues línies de la família Gurb-Queralt, els senyors de Gurb i Queralt i els senyors de Santa Coloma. Els darrers, a més, tenien infeudat pels Gurb-Queralt el castell de Queralt. L'any 1167, els castells passaren a Gombau d'Oluja i, si aquest no tenia fills, a Guillem de Timor. El 1213, Arnau de Timor comprà a Berenguer de Gurb-Queralt el domini superior del castell de Queralt i a partir d'aquests moment, els seus descendents es cognomenaran també Queralt. En el seu testament, Arnau de Timor deixà al seu fill Pere de Queralt tots els seus béns, entre ells el castell de Santa Coloma, que es convertí en centre de la baronia de Queralt (1230).
La baronia de Queralt comprenia la vila de Santa Coloma, els termes de Bellprat, Aguiló, Montargull, Bordell, Rocafort i Rauric i els descendents de Pere de Queralt hi romangueren al llarg dels segles. El fogatjament dels anys 1365 a 1370 compta amb 145 famílies i esmenta a Dalmau de Queralt com a senyor. El 1599, Pere de Queralt i d'Icard va rebre el títol de comte de Santa Coloma de mans del rei Felip II. Els seus descendents convertiren el castell en el gran casal o palau actual, amb una gran façana barroca que engloba la torre mestra de la vella fortalesa medieval. En el transcurs de la Guerra dels Segadors, el castell serví d'hospital militar. El 1689, Lluís de Queralt morí sense descendència i el castell passà als Reard que també es cognominaren Queralt. El domini senyorial persistí fins a l'abolició dels senyorius, i a mitjan segle xix era encara propietat dels comtes, tot i que el seu interior acollia la presó de la vila.

## Arquitectura

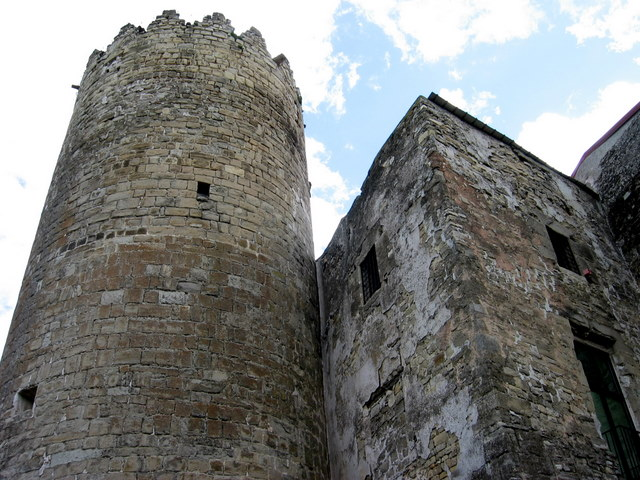
Torre romànica de l'homenatge (març 2007)

Tot i que el castell és documentat des del segle x, no es conserven restes d'una primera fortificació i l'actual torre de l'homenatge data de finals del segle xi o principis del xii moment en què el castrum de Santa Coloma prengué entitat diferenciada del castell de Queralt (Bellprat). Es tracta d'una torre de planta circular amb una alçada de 23,5 m i un diàmetre exterior de 12 m a la base i 9 m al pis superior, amb un excel·lent estat de conservació. Té quatre pisos rematats per un terrat exterior defensat per merlets. L'accés s'efectuava a través del primer pis mitjançant una escala exterior mentre que entre els pisos l'accés era tant per l'interior com per l'exterior. La planta baixa només servia per a emmagatzematge.
Els murs de la construcció són fets amb carreus força grossos (els de la part inferior fan 30 cm d'alt per 40 cm de llarg). És remarcable la solidesa dels murs d'aquesta torre, força ben conservada i en curs de restauració.
Les muralles que, junt amb la torre, també conformaven el castell altmedieval van desaparèixer en ser aprofitades per a la construcció del castell baixmedieval. Aquest castell ja fou construït en planta rectangular i responent al patró dels castells-palau orientats totalment a residència noble. És un edifici amb quatre pisos i amb la façana nord integrada a la muralla. Els pisos eren coberts amb embigats de fusta sostinguts per arcs apuntats (gòtic).
A finals del segle xvi, el castell ja prengué l'aspecte definitiu actual amb un estil renaixentista, que hi comportà importants modificacions.

### Les pintures de la volta de l'escala magna

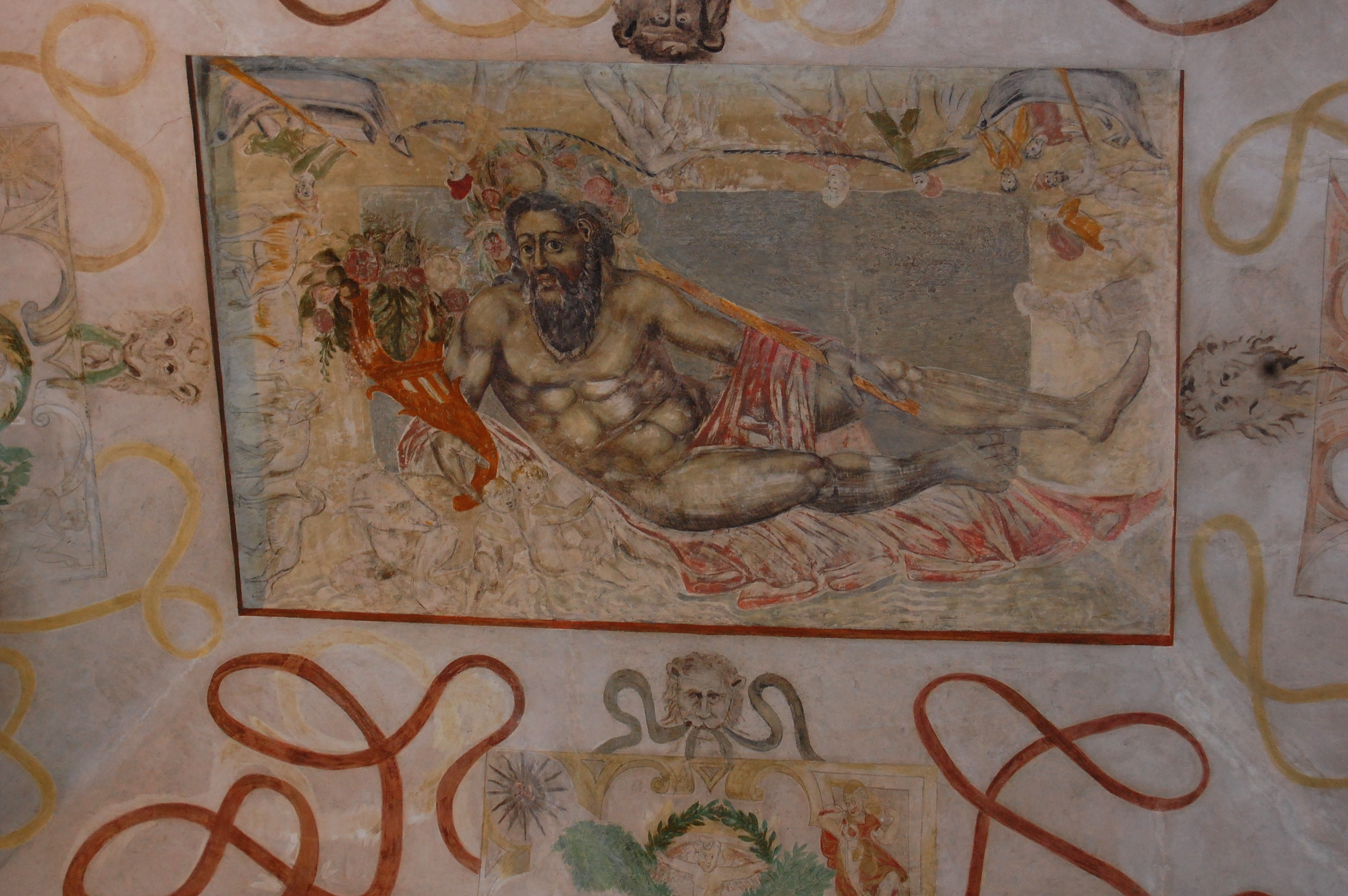
Fresc renaixentista del castell de Santa Coloma de Queralt

Aquestes pintures, possiblement obra pel pintor Lluís Martínez entre 1576 i 1577, foren realitzades a l'intradós de la volta de mirall que cobreix l'escala magna, volta construïda amb una estructura de fusta que suporta un encanyissat enguixat. Segons els restauradors, foren realitzada probablement amb tremp de cola.

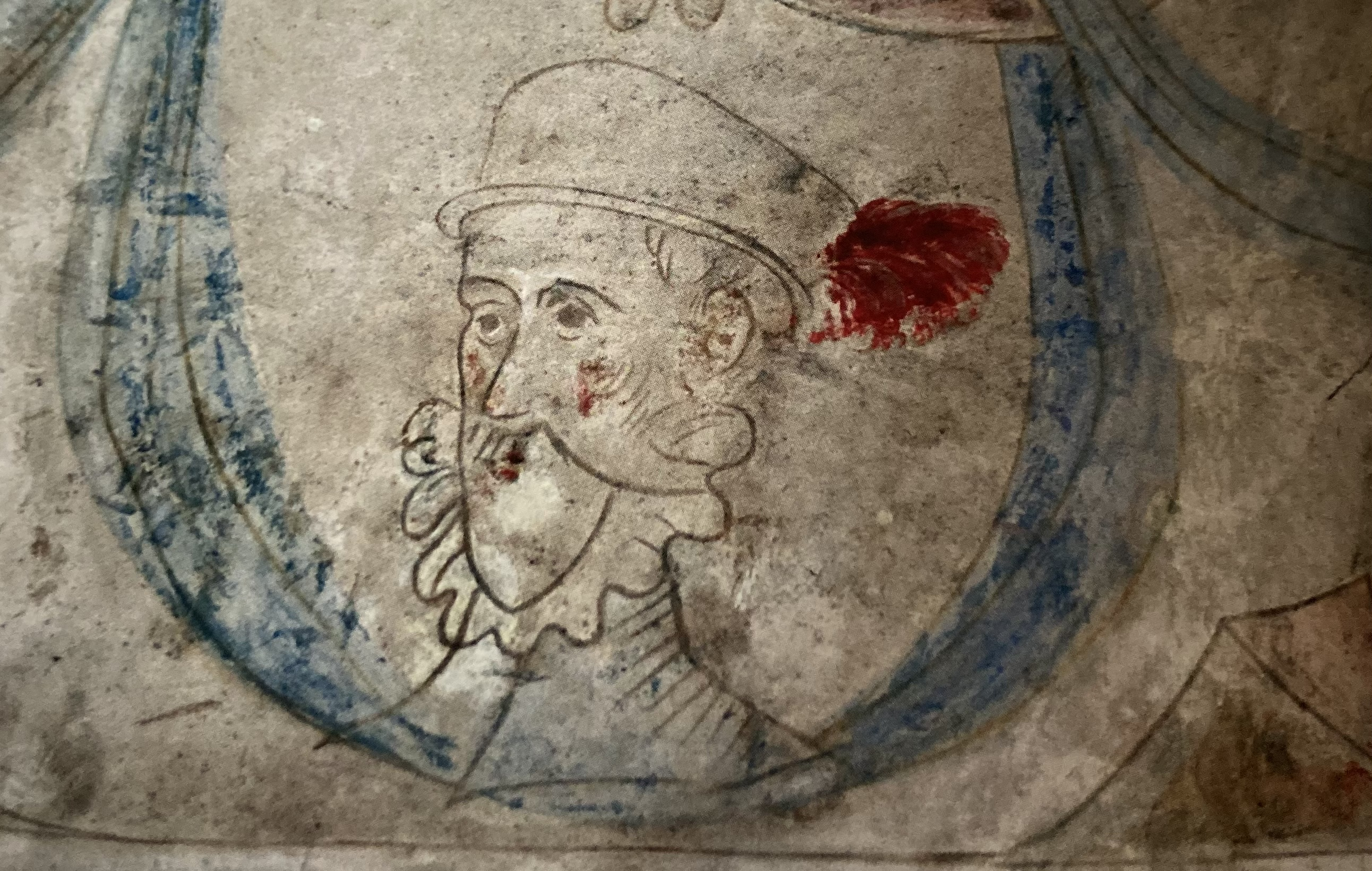
Imatge del fresc atribuïda a Felip I d'Aragó

La temàtica és de tipus civil i pagana executada en la segona meitat del segle XVI, durant el senyoriu de Gerau III de Queralt-Perellós, potser per celebrar la victòria de Lepant (1571). L’espai central de la volta és ocupat per una figura masculina del déu-riu Tíber d’iconografia ben bé igual a l’escultura romana (avui al Louvre), trobada l’any 1512, que tingué una gran difusió. Segons apunta Damià Amorós,
la seva representació hauria pogut arribar al mercat català a través del gravat que en va fer el gravador renaixentista Nicola Béatrizet (o Beautrizet) realitzat el 1550.
Al costat de la figura central del déu-riu, acompanyat de Ròmul i Rem, s'hi pot veure com atribut el corn de l'abundància; i en els laterals els retrats de quatre personatges que van participar en la batalla de Lepant. Amorós planteja la hipòtesi que corresponguin a Lluís de Queralt i d'Icart, el cap de la tropa otomana Uluj Alí, l'almirall Joan d'Àustria i el monarca Felip I d'Aragó.